# 孫織錦
孫織錦（1585年—？年），字伯闇，號大素，河南省開封府許州人，明朝政治人物。

## 生平
萬曆三十七年（1609年）己酉科河南乡试第三十一名舉人，萬曆三十八年（1610年）聯捷庚戌科會試一百五十二名，廷试三甲二百二十名進士。户部观政，授任順天府武清縣知縣。萬曆四十一年（1613年），调任固安縣知縣，到任後即體察民情，考察利弊所在，重修河堤及縣學文廟。當地大旱，孫織錦命人煮粥安撫百姓。四十三年任顺天府乡试同考官，四十四年升南京吏部主事，四十六年（1618年）升郎中，丁艱歸。服阕，起复礼部郎中。
天啓二年（1622年）九月升山西布政使司右参议兼按察司佥事、提督学政，依附魏忠賢，六年十二月起补山西薊州兵备道，七年（1627年）五月以喜峰口軍功升一级，加按察司副使，照旧管事。崇祯帝即位，魏忠賢倒臺。孫織錦被參劾向閹黨重臣崔呈秀行賄謀官，崇祯帝下令將其削籍。

## 家族
曾祖孫得隆；祖父孫崇輝；父孫以信，廩生；母趙氏。具慶下。兄瑞錦，弟雲錦；藻錦；綉錦；霽錦；紋錦；繪錦；菁錦。
子培元；儲元；褒元；涵元。
孙织锦削籍后，在宛平与当时同朝为官的许州同乡焦氏父辈相谋，购得裕州南二十里一个叫券桥的焦家大院，使后人孙尔康到此定居避难，当时孙织锦在许州留有二子尔延 、三子尔宁、四子尔喜。长子孙尔康到券桥后占父辈荫功 在康熙十三年任裕州州判，为从六品职。后卒于任上。尔康卒后 在裕州城南留有一衣冠冢，真身被移厝许州故里。
尔康在裕州有二子，长子孙楫，次子孙櫆。孙櫆收养一子孙平懿。后晚年得子孙煊，煊有三子分别是孙佑基 孙龙锡 孙佑谱，自此券桥孙姓老三门形成。长门佑基除长子一支在券桥以外，其余皆分布在宛平、献县、漷县等地。其中长子孙佑基传孙作肃，为清代信骑卫，作肃传孙允德，为清代卫千总， 从六品官职，统率漕运军队，领运漕粮 统领京师拱卫。允德传书屏 孙书屏传连璧，（连璧民国版方城县志误作联，该志书后有勘误条），孙连璧之妻王氏和同券桥孙姓其他先贤之妻分别被朝廷降恩旨旌表，拨银两在券桥南头立有牌坊等，券桥孙姓自佑基一下分别是作允书梦天润兆福中慧叶嗣名儒。